# Aleksàndrovka (Bélgorod)
|  | Per a altres significats, vegeu «Aleksàndrovka». |

Aleksàndrovka - Александровка (rus) - és un poble a l'óblast de Bélgorod, a Rússia. El 2010 tenia 379 habitants. Pertany al districte (raion) de Xebékino.